# Tord Henriksson
Tord Erik Stefan Henriksson  (ur. 13 kwietnia 1965 w Karlstad) – szwedzki lekkoatleta specjalizujący się w trójskoku, uczestnik letnich igrzysk olimpijskich w Barcelonie (1992).

## Sukcesy sportowe
- sześciokrotny mistrz Szwecji w trójskoku – 1987, 1989, 1990, 1991, 1993, 1995[1]
- trzykrotny halowy mistrz Szwecji w trójskoku – 1990, 1991, 1993[2]

| Rok  | Miasto   | Zawody                    | Konkurencja | Wynik         |
| ---- | -------- | ------------------------- | ----------- | ------------- |
| 1989 | Duisburg | Uniwersjada               | trójskok    | srebrny medal |
| 1990 | Glasgow  | Halowe mistrzostwa Europy | trójskok    | brązowy medal |
| 1991 | Sewilla  | Halowe mistrzostwa świata | trójskok    | brązowy medal |
| 1991 | Tokio    | Mistrzostwa świata        | trójskok    | 5. miejsce    |
| 1995 | Göteborg | Mistrzostwa świata        | trójskok    | 9. miejsce    |

## Rekordy życiowe
| konkurencja | na stadionie                  | w hali                        |
| ----------- | ----------------------------- | ----------------------------- |
| trójskok    | 17,21 – Stuttgart, 04/07/1993 | 17,26 – Sztokholm, 19/02/1991 |